# Cruiser Mk IV
Le Cruiser Mk IV (A13 Mk II) est un char de combat britannique de la Seconde Guerre mondiale. Il dérive directement du Cruiser Mk III, dont il reprend presque tous les éléments. Les premiers Cruiser IV étaient des Cruiser III avec un blindage supplémentaire de la tourelle. Les suivants (Cruiser Mk IVA) bénéficièrent d'un blindage supplémentaire complet.

## Histoire
- 65 Cruiser III furent transformés en Cruiser IV
- 655 Cruiser IVA
- Quelques Cruiser IV CS (CS pour Close Support, soutien rapproché) ont été construits ; le nombre précis est inconnu.

### Cruiser IVA

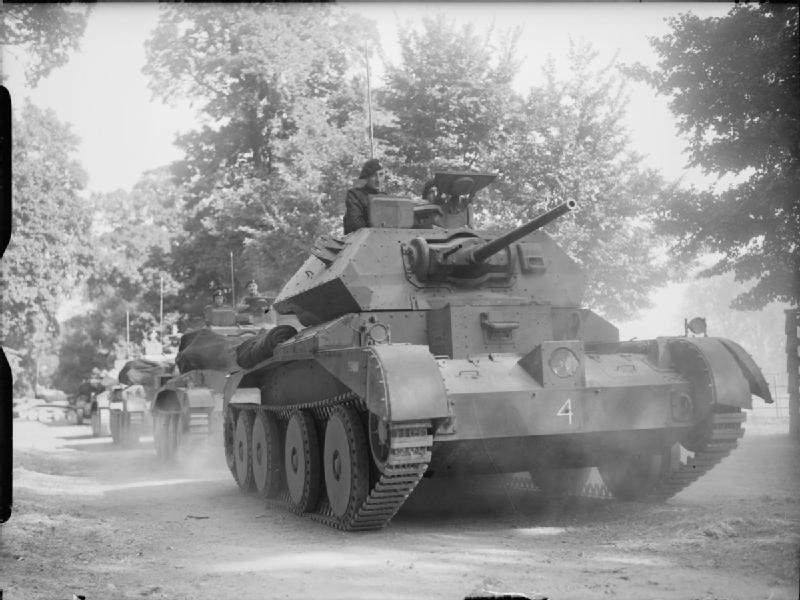
Colonne de chars Cruiser Mk IV du 3rd Royal Tank Regiment, le 3 septembre 1940.

La mitrailleuse Vickers .303 est remplacée par une mitrailleuse Besa 7,92 mm. Le blindage est amélioré.

### Cruiser IV CS
Cette version de soutien d'infanterie avait un obusier de 3,7 pouces en tourelle, et pas de mitrailleuse.

## Histoire au combat
Des Cruiser III furent utilisés par la 1re division blindée britannique durant la bataille de France (1940), ainsi qu'en Libye dans la 7e division blindée, jusqu'à l'opération Crusader (novembre-décembre 1941).